# Mittelrheinweinkönigin

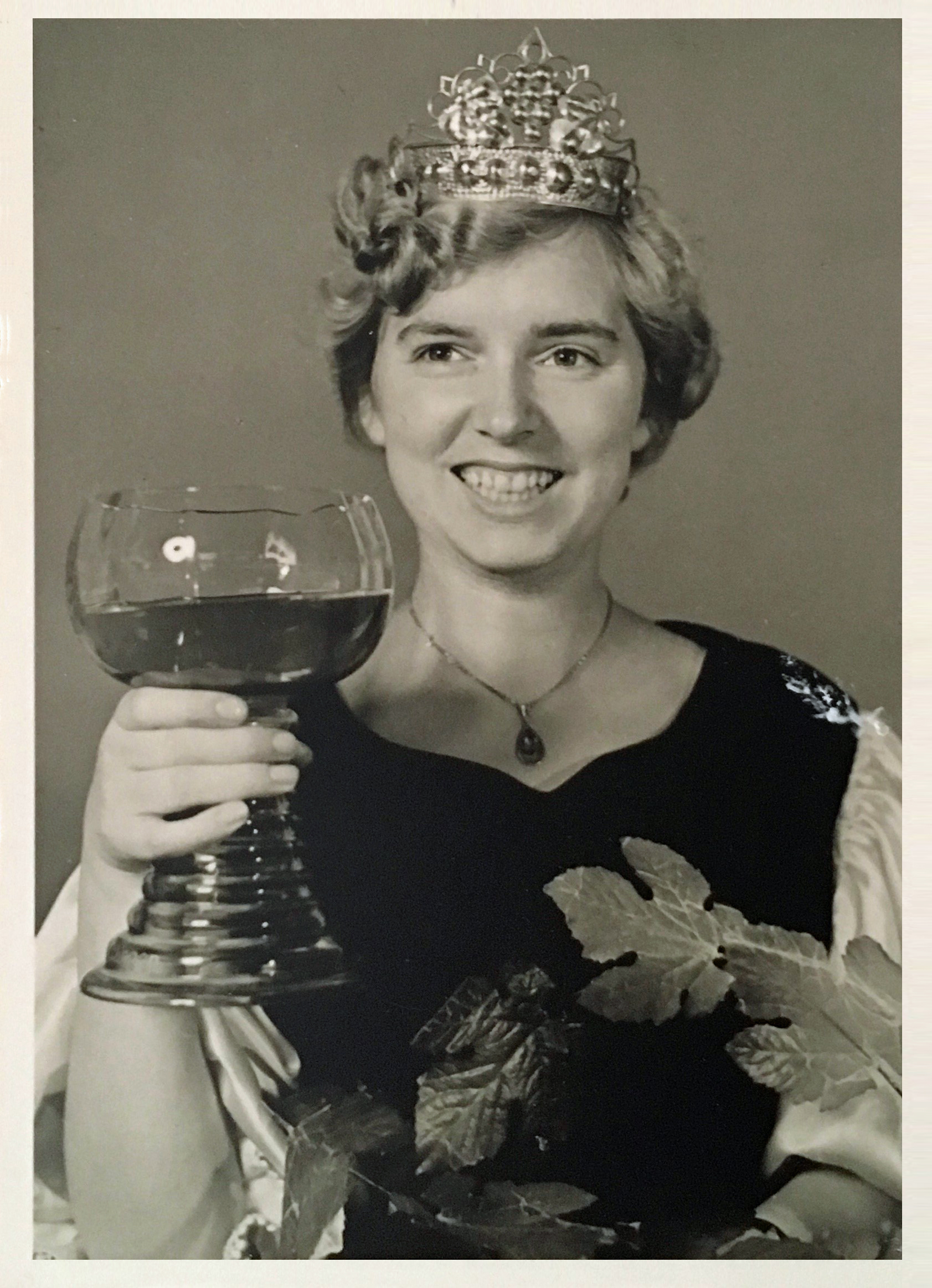
Mittelrheinweinkönigin 1953/54 Emma Dorscheimer aus Braubach am Rhein – Foto 1953

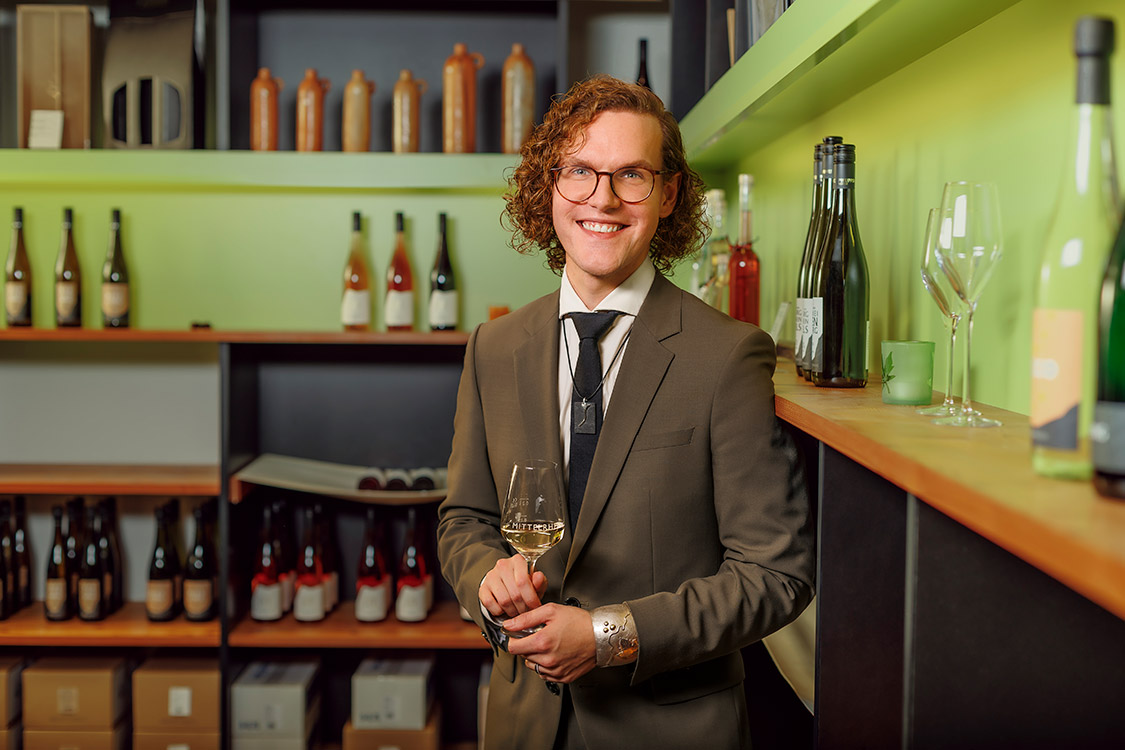
Mittelrhein-Weinkönig 2024/25 Felix Grün aus St. Goar. Quelle: Fotostudio Eidens-Holl

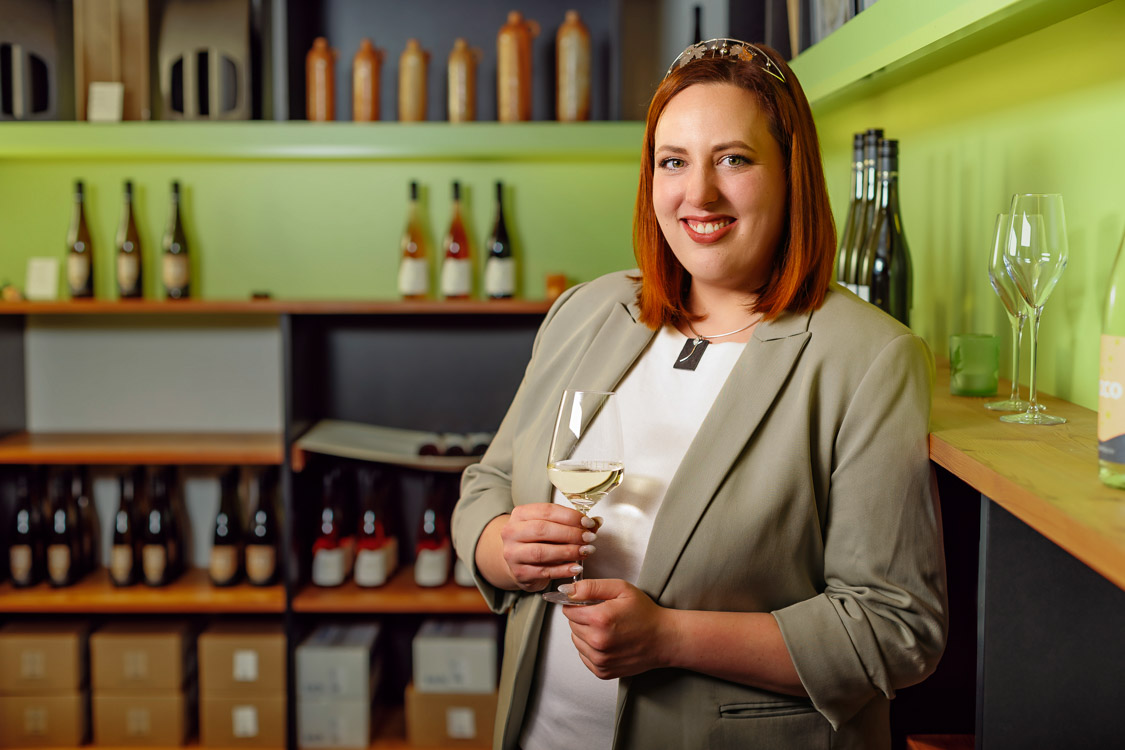
Mittelrhein-Weinprinzessin 2024/25 Johanna Persch aus Oberwesel. Quelle: Fotostudio Eidens-Holl

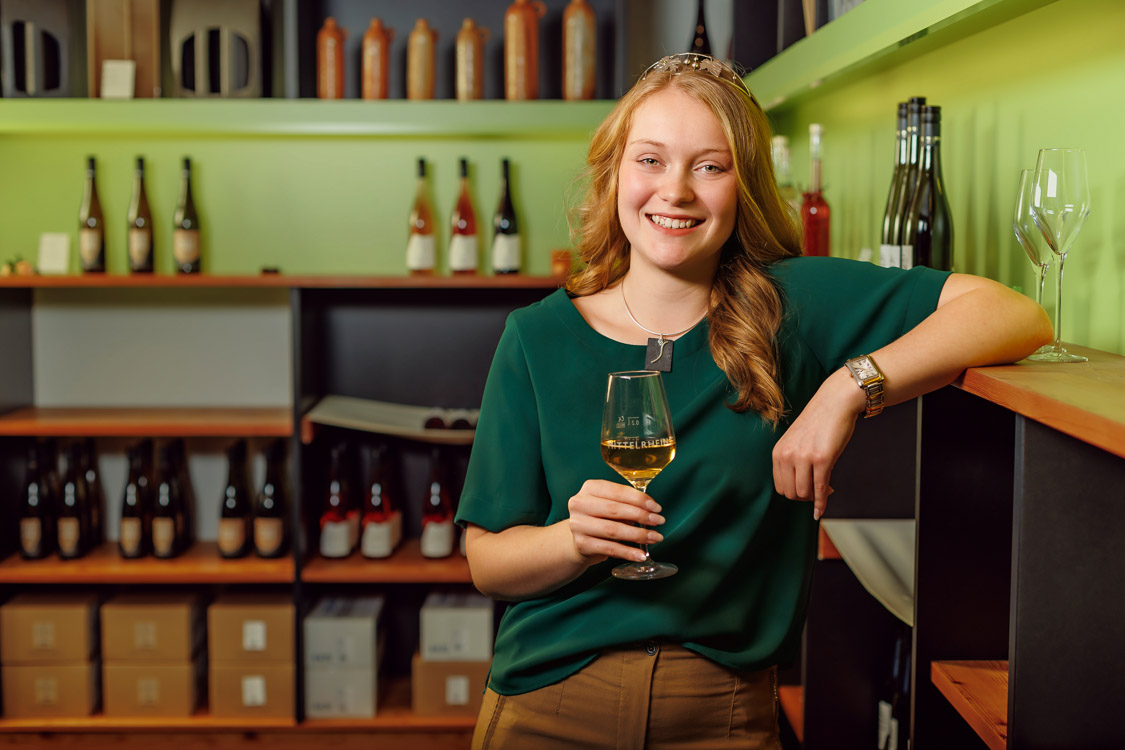
Mittelrhein-Weinprinzessin 2024/25 Anna Weinand aus Bad Salzig. Quelle: Fotostudio Eidensholl

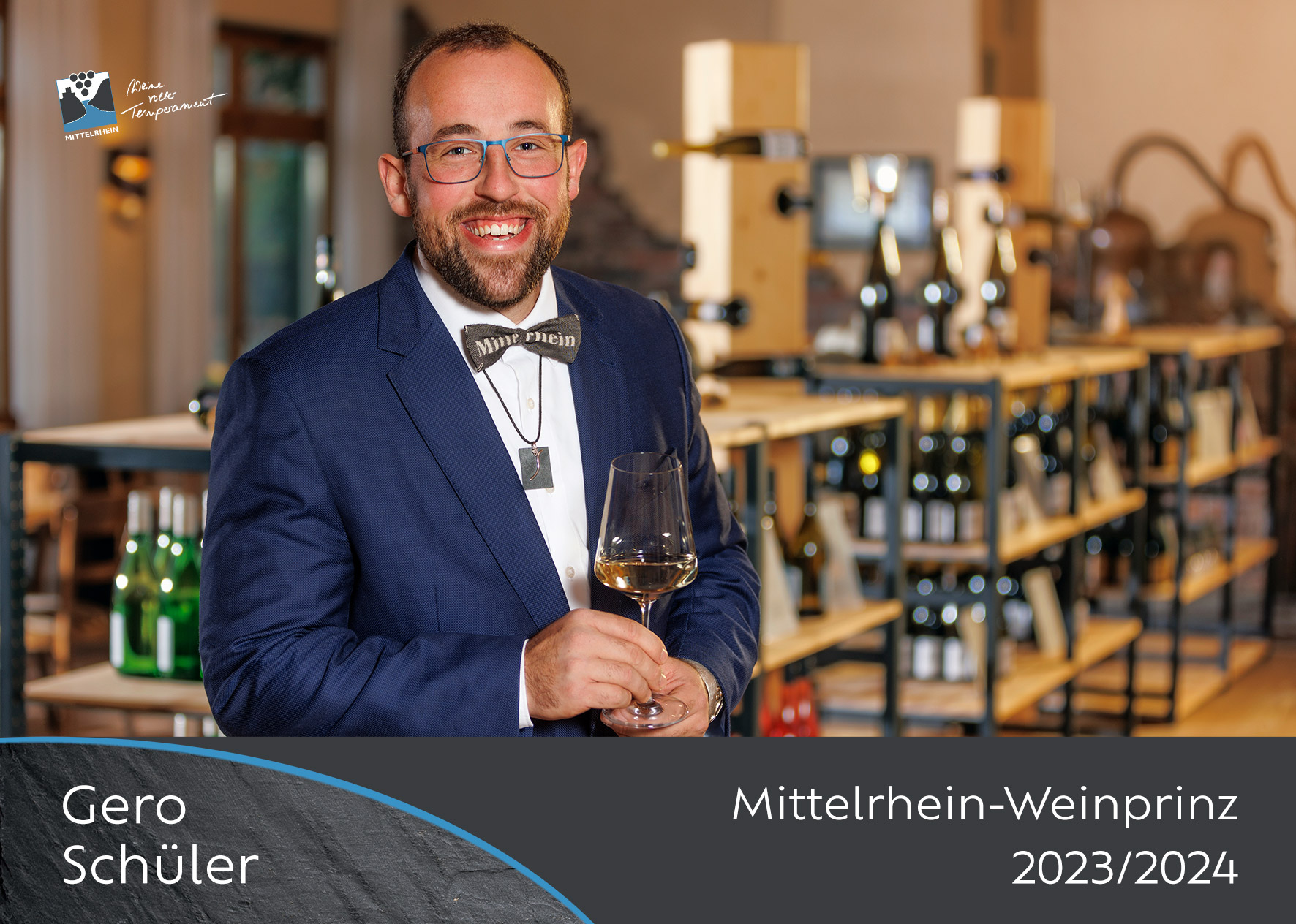
Erster Mittelrhein-Weinprinz 2022/23 und Mittelrhein-Weinprinz 2023/24 Gero Schüler aus Bacharach. Quelle: Fotostudio Eidens-Holl

Amtierender Weinkönig 2024/25 ist Felix Grün aus St. Goar. Ihm zur Seite stehen die Weinprinzessin Johanna Persch (Oberwesel) und die Weinprinzessin Anna Weinand (Bad Salzig). 
Die Mittelrheinweinkönigin bzw. der Mittelrheinweinkönig ist die auf jeweils ein Jahr gewählte Repräsentantin bzw. der Repräsentant des Weinbaugebietes Mittelrhein. Die Hoheit hat im Folgejahr die Möglichkeit, bei der Wahl der Deutschen Weinkönigin zu kandidieren. Allerdings ging dieser Titel bisher erst einmal an den Mittelrhein (1951). Die Wahl zu den Mittelrheinweinhoheiten wird ausgerichtet vom Mittelrhein-Wein e. V. Wahltermin ist i. d. R. Anfang November. Das deutsche Weinanbaugebiet Mittelrhein hat 2022 als erstes deutsches Anbaugebiet die Wahl der Weinhoheiten geschlechtsneutral ausgeschrieben.

## Bisherige Weinköniginnen
- 1950/51 – Gisela Koch, St. Goarshausen, Deutsche Weinkönigin 1951/52
- 1953/54 – Emma Dorscheimer, Braubach
- 1954/55 und 55/56 – Hilde Weiler, Oberwesel
- 1956/57 - Doris Eberhard, Bacharach
- 1957-59 - Annemarie Brenner, Rheinbrohl
- 1959-60 - Margot Mohr, Linz
- 1960/61 und 61/62 – Karin Adam, St. Goar
- 1963/64 und 64/65 – Irene Loosen, Leutesdorf
- 1965–1968 – Doris Sekler, Manubach [MR-Weinprinzessinnen: Anstrud Winkens (Dt. Weinprinzessin 1965/66), Leutesdorf und Annetrud Staudt, Leutesdorf]
- 1968-70 - Rosemarie Blum, Oberdiebach
- 1970/-74 – Inge Becker, Oberwesel
- 1974-76 - Marita Roos, Leutesdorf
- 1976/77 - Ellen Lauer, St. Goarshausen
- 1977/78 - Monika Jost, Bacharach
- 1978/79 - Birgitt Herz, Oberdiebach
- 1979/80 – Gudrun Michel Braubach, Deutsche Weinprinzessin 1980/81
- 1980/81 und 80/82 – Gisela Becker, Oberwesel
- 1982-84 - Doris Zeus, Leutesdorf
- 1984/85 – Mathilde Schmid, Oberwesel {MR-Weinprinzessinnen: Astrid Lemmler, Osterspai, Patricia Pokersnik, Rhens, Sabine Rittmeyer, Bacharach}
- 1985/86 - Jutta Müller (Spay)
- 1986/87 - Eva Bach, Boppard
- 1987/88 - Ruth Windscheif, Braubach {MR-Weinprinzessinnen: Karin Hohn, Leutesdorf, Tina Eisenbach, Trechtingshausen, Kerstin Roßdeutscher, Obernhof/Lahn}
- 1988-90 – Astrid Forneck, Rhens, Deutsche Weinprinzessin 1989/90 {MR-Weinprinzessinnen: Marita Burg, Oberwesel, Petra Laubach Leiselfeld/Bornich, Christiane Schneider, Boppard}
- 1990/91 – Kristina Haxel, Obernhof {MR-Weinprinzessinnen: Anja Federhen, Henschhausen, Ute Müller, St. Goar}
- 1991/92 - Ute Frickhofen, Niederheimbach [Deutsche Weinprinzessin 1992/93], {MR-Weinprinzessinnen: Sabine Jost, Bacharach, Sabine Nickenig, Boppard, Ute Stein, Rhens}
- 1992/93 - Gerda Breidtach, Leutesdorf {MR-Weinprinzessinnen: Bärbel Eisenbach, Trechtingshausen, Sabine Nickenig, Boppard, Axinja Schmitz, Trechtingshausen}
- 1993/94 - Ellen Vermaaten, Leutesdorf {MR-Weinprinzessinnen: Christiane Weiler, Bad Hönningen und Patricia Heßmann, Dörscheid und Bärbel  Eisenbach, Trechtingshausen}
- 1994/95 – Martina Nickenig, St. Goar, Deutsche Weinprinzessin 1995/96 {MR-Weinprinzessinnen: Bärbel  Eisenbach, Trechtingshausen, Sandra Schmitt, Bornich, Brigitte Schleiden, Erpel}
- 1995/96 – Martina Brück, Bacharach {MR-Weinprinzessinnen: Nadine Ademes, Leutesdorf und Stephanie Lambrich, Oberwesel}
- 1996/97 – Felicitas Stroh, Nochern {MR-Weinprinzessinnen: Simone Frank, Leutesdorf und Brigitte Haardt, Leubsdorf, Stephanie Lambrich, Oberwesel}
- 1997/98 - Sarah Matzner, Oberwesel {MR-Weinprinzessinnen: Sylvia Engels, Boppard, Monika Paul, Rhens}
- 1998/99 - Monika Paul, Rhens {MR-Weinprinzessinnen: Helga Gärtner, St. Goar, Silke Kunz, Damscheid}
- 1999/2000 – Anne Roy, Rhens {MR-Weinprinzessinnen: Christiane Lambrich, Oberwesel, Katja Theis, Oberwesel}
- 2000/01 – Christina Specht, Nörtershausen, Dt. Weinprinzessin 2001/02; {MR-Weinprinzessinnen: Christin Müller-Hartel, Oberwesel, Yvonne Metzenroth, Henschhauesen}
- 2001/02 – Katrin Born, Becheln {MR-Weinprinzessinnen: Simone Hohn, Leutesdorf und Cindy Metzenroth, Perscheid}
- 2002/03 – Andrea Kron, Rhens {MR-Weinprinzessinnen: Tamara Dillenberger, Bornich, Julia Lenz, Vallendar, Sabrina Hennemann, Oberwesel}
- 2003/04 – Bärbel Weinert, Oberheimbach {MR-Weinprinzessinnen: Yvonne Schröder, Leutesdorf und Julia Lenz, Vallendar}
- 2004/05 – Katharina Jost, Bacharach, Deutsche Weinprinzessin 2005/06 { MR-Weinprinzessinnen: Rebecca Mellone, Leutesdorf und Melanie Schneider, Bad Hönningen}
- 2005/06 – Barbara Fendel, Oberwesel, Deutsche Weinprinzessin 2006/07 {MR-Weinprinzessinnen: Tanja Peters, Andernach und Anna Maria Wiegand, Kaub}
- 2006/07 und 2007/08 – Christina Wagner, Koblenz-Ehrenbreitstein {MR-Weinprinzessinnen: Marie-Kristin Rosbach, Rheinbrohl und Bettina Stassen, Oberheimbach}
- 2008/09 und 2009/10 – Gabi Emmerich, Leutesdorf {MR-Weinprinzessinnen: Heike Scholl, Erpel und Julia Lanz, Unkel und Isabell Hillesheim}
- 2010/11 – Anna Klapper, Boppard {MR-Weinprinzessinnen: Saskia Sieberz, Erpel und Janina Zwiener, Bad Hönningen}
- 2011/12 – Ramona Kappus, Weisel {MR-Weinprinzessinnen: Olga Adam, Nassau, Laura Slezak, Leutesdorf und Nicole Klebahn, Bechtheim}
- 2012/13 – Anna Persch, Oberwesel {MR-Weinprinzessinnen: Franziska Kutsche, Kaub, Jennifer Waldmann, Erpel}
- 2013/14 und 2014/15 – Dhana Kröber, Boppard {MR-Weinprinzessinnen: Marion Schmitz, Dattenberg, Annika Spitzer, Nastätten}
- 2015/16 – Sarah Hulten, Koblenz{MR-Weinprinzessinnen: Sophia Rhein, Bensberg und Christina Schlenkert, Trechtingshausen}
- 2016/17 – Daniela Schwager, Erpel {MR-Weinprinzessin: Annika Kost, Boppard}
- 2017/18 – Jessica Gottsauner, Rhöndorf {Mara Winkens, Leutesdorf und Lea Lüdenbach, Remagen}
- 2018/19 – Johanna Schneider, Leutesdorf {MR-Weinprinzessinnen: Lara Lambrich, Rhöndorf und Julia Loringhoven, Boppard}
- 2019/20 und 2020/21 – Marie Dillenburger, Bornich {MR-Weinprinzessinnen Johanna König, Braubach und Wiebke Nohr, Leutesdorf}. Die Amtszeit der drei Hoheiten wurde coronabedingt um ein Jahr verlängert.
- 2021/22 – Lea Rindsfüsser, Osterspai
- 2022/23 - Verena Schwager Erpel {MR-Weinprinzessinnen Kira Michels, Dattenberg und Svenja Mozian, Brey und der erste Weinprinz eines deutschen Anbaugebiets Gero Schüler, Bacharach}
- 2023/24 - Julia Lambrich, Oberwesel, Deutsche Weinprinzessin 2024/2025[2] {MR-Weinprinzessin Hannah Roos und die Weinprinzen Gero Schüler, Bacharach und Felix Kahl, Boppard}
- 2024/25 – Felix Grün, St. Goar erster Mittelrhein Weinkönig[3] {MR-Weinprinzessinnen Johanna Persch, Oberwesel und Anna Weinand, Bad-Salzig}

## Besonderheiten
Die gU Mittelrhein ist seit 2024 das kleinste Anbaugebiet Deutschlands. Es hat 2022 als erstes deutsches Anbaugebiet die Wahl der Weinhoheiten geschlechtsneutral ausgeschrieben und damit Geschichte geschrieben. Am 4. November 2022 wurde Gero Schüler aus Bacharach erster Mittelrhein-Weinprinz und damit erste männliche Gebietsweinhoheit eines deutschen Anbaugebiets. 2024 gewann erstmals der männliche Kandidat, Felix Grün aus St. Goar, die Wahl. Er ist der zweite Weinkönig eines deutschen Anbaugebiets. 

## Belege
1. ↑  Wahl der 52. Mittelrhein-Weinkönig:in. Abgerufen am 4. März 2024.
2. ↑  Wahl der Deutschen Weinkönigin:. Abgerufen am 2. Oktober 2024.
3. ↑  in: Der Deutsche Weinbau 23/2024
4. ↑  Wahl der 52. Mittelrhein-Weinkönig:in. Abgerufen am 4. März 2024.